# Procédure législative (Suisse)
 (juillet 2024).
Si vous disposez d'ouvrages ou d'articles de référence ou si vous connaissez des sites web de qualité traitant du thème abordé ici, merci de compléter l'article en donnant les références utiles à sa vérifiabilité et en les liant à la section « Notes et références ».
La procédure législative décrite ci-dessous règle la manière dont une nouvelle loi est créée en Suisse.

## Phase d'impulsion
Divers acteurs peuvent initier un acte législatif au niveau fédéral (Constitution fédérale, loi fédérale, ordonnance de l'Assemblée fédérale, arrêté fédéral). C'est le cas des groupes d'intérêts, des associations, du gouvernement ( Conseil fédéral ), des cantons, de l'administration fédérale, des commissions parlementaires,  des groupes parlementaires de l'Assemblée fédérale, ainsi que  de parlementaires à titre individuel. En fonction de l'acteur, les instruments sont les suivants:
- Initiative populaire
- Initiative d'un canton
- Activité administrative
- Initiative parlementaire
- Motion